# Кужолок (деревня)
Кужолок (горномар. Кужолык) — деревня в Килемарском районе Республики Марий Эл. Входит в состав городского поселения Килемары.

## География
Находится в западной части республики Марий Эл на расстоянии приблизительно 19 км по прямой на восток от районного центра посёлка Килемары.

## История
Образована переселенцами из Пибаевской волости Вятской губернии. В 1920 году в деревне проживали 258 человек, в 1932 году насчитывалось 224 человека, по национальности мари, в 1939 402 человека, в 1950 177, в 1962 в 49 дворах проживали 182 человека. В 1988 году проживали 27 жителей, из них 8 трудоспособных, насчитывалось 32 дома. В 1998 году в 7 дворах проживали 11 человек. В советское время работал колхоз имени Кирова.

## Население
Постоянное население составляло 0 человек в 2002 году, 2 в 2010.